# Les Choux
Les Choux település Franciaországban, Loiret megyében. Lakosainak száma 530 fő (2022. január 1.). Les Choux Nogent-sur-Vernisson, Gien, Boismorand, Dampierre-en-Burly, Langesse, Le Moulinet-sur-Solin és Nevoy községekkel határos.

## Népesség
A település népességének változása:
| Lakosok száma | 564  | 350  | 377  | 497  | 478  | 486  | 515  | 525  | 529  | 530  |
|               | 1968 | 1982 | 1990 | 2006 | 2013 | 2015 | 2017 | 2019 | 2020 | 2022 |